# Pascal Marti
Pascal Marti (* vor 1975) ist ein französischer Kameramann.
Pascal Marti ist seit Mitte der 1970er Jahre als Kameramann tätig, dabei die ersten Jahre als Kamera-Assistent. Er war für über 35 Produktionen tätig. Für seine Arbeit an dem Film Frantz wurde er 2017 mit dem César für die beste Kamera geehrt. und für einen Chlotrudis Award nominiert.

## Filmografie (Auswahl)
- 1984: Die Enthüllung (Rive droite, rive gauche)
- 1986: Schauplatz des Verbrechens (Le lieu du crime)
- 1992: Der Flug des Schmetterlings (Le petit prince a dit)
- 1998: Meine Heldin (L’ennui)
- 2001: Roberto Succo
- 2002: Liebe deinen Vater (Aime ton père)
- 2005: Rosario, die Scherenfrau (Rosario Tijeras)
- 2006: Paris, je t‘aime
- 2011: Ein besseres Leben (Une vie meilleure)
- 2013: Jung & Schön (Jeune & Jolie)
- 2014: Eine neue Freundin (Une nouvelle amie)
- 2015: Der Vater meiner besten Freundin (Un moment d’égarement)
- 2015: Neun Tage im Winter (8 jours en hiver)
- 2016: Frantz